# 西尼齊亞 (博胡斯拉夫區)
49°34′25″N 30°41′53″E / 49.57361°N 30.69806°E
西尼齊亞（烏克蘭語：Синиця）是位於烏克蘭北部的村莊，由基辅州奧布希夫區的博胡斯拉夫市鎮負責管轄。該村始建於1706年，面積2.7平方公里，海拔高度138米，2001年人口378，人口密度每平方公里140人。